# Alan Harper
Alan Jerome Harper (1969) is een van de hoofdpersonen uit de Amerikaanse sitcom Two and a Half Men (2003–2015), die werd bedacht door Chuck Lorre en Lee Aronsohn. Alan werd gespeeld door Jon Cryer.
Alan begint als de deuteragonist van het verhaal. Hij is de twee jaar jongere broer van Charlie Harper (Charlie Sheen) en vader van Jake Harper (Angus T. Jones). Na de verdwijning van Charlie in 2011 werd Alan de nieuwe huisgenoot en voorts beste vriend van softwareontwikkelaar en miljardair Walden Schmidt (Ashton Kutcher). Hij wordt door Charlie's huishoudster Berta (Conchata Ferrell) over het algemeen Zippy genoemd. Hij is het enige personage dat verschijnt in alle 262 afleveringen van de sitcom. 
Alan was tijdens het elfde seizoen enkele afleveringen bekend onder het pseudoniem Jeff Strongman. Acteur Jon Cryer werd tussen 2006 en 2012 genomineerd voor een Emmy voor zijn rol als Alan, en won de Emmy voor Beste Mannelijke Bijrol in een Komedieserie in 2009 en die van Beste Hoofdrolspeler in een Komedieserie in 2012.

## Personage
Alan Harper (Jon Cryer) is de twee jaar jongere broer van Charlie Harper (Charlie Sheen). Wanneer zijn huwelijk met zijn jeugdliefde Judith (Marin Hinkle) na twaalf jaar op de klippen loopt, staat hij voor de deur bij zijn broer. Sterker: de man valt ongemakkelijk binnen in de slaapkamer tijdens een van Charlies vele seksuele avontuurtjes. Voor Charlie komt het nieuws als een schok; te meer omdat hij zijn broer en gezin klaarblijkelijk al jaren niet meer had gezien ("Most Chicks Won't Eat Veal").
Alan is een nerveuze, neurotische man, wat hem buitengewoon gevoelig maakt voor onaangename verrassingen. Hoewel Alan gedurende de sitcom heteroseksueel is en dat doorheen de jaren nooit verandert (hij trouwt nog een keer met een vrouw, heeft relaties met verschillende vrouwen en hij trouwt met Walden Schmidt louter opdat diens kinderwens in vervulling zou gaan), vertoont hij opvallend vrouwelijke kenmerken of vrouwelijk gedrag op onregelmatige tijdstippen. Alan sleurt een zware jeugd mee, één waarin hij vaak werd gepest door zijn klasgenoten, maar daarnaast ook door zijn [als kind jaloers] oudere broertje Charlie ("Back Off, Mary Poppins").
Alan is veeleer prikkelbaar en voelt doorgaans niet aan hoe hij moet omgaan met problemen. Hij beweert ook een goed organisator te zijn, maar het ontbreekt hem steevast aan structuur om iets tot een goed einde te brengen. Hij voltooide zijn studies als chiropractor in Guadalajara, Mexico ("Sarah Like Puny Alan"). Alan rijdt een Volvo V70 (stationwagen), die evenwel heel wat watertjes heeft doorzwommen en de tand des tijds aardig kan voelen.
Wanneer hij door omstandigheden niet voor zijn zoon Jake (Angus T. Jones) kon zorgen ging Alan plichtbewust op zoek naar een alternatief wat weleens tot surreële situaties leidde waarbij Alan zijn taak [als vaderfiguur voor Jake] surrogaat overliet aan Charlie, een duidelijke kwinkslag naar de sitcom The Odd Couple. Charlie was meestal onbekwaam om dienst te doen als 'plaatsvervangend vader' ("Big Flappy Bastards", "If I Can't Write My Chocolate Song, I'm Going to Take a Nap" en "Frankenstein and the Horny Villagers"). Alan staat bij alle personages bekend als een controlefreak, een uitermate gierige pin, en als een klaploper. Verder is Alan een intelligent man (soms aart dat evenwel naar geslepen / lijp), met ideeën en zin voor fantasie. 
Alan wil de dingen vaak ook té goed doen. Met name Charlie en zijn moeder Evelyn (Holland Taylor) morden voortdurend over Alans streven naar perfectionisme (een voorbeeld hiervan is het kerstfeest uit seizoen 7, tot in de puntjes voorbereid) ("Warning, It's Dirty"). Alans perfectionistische benadering zorgde ervoor dat een diversiteit aan bezigheden mislukten. Gedreven door zijn opvliegendheid ging de boel soms grondig mis. 
Alan staat garant voor het overgrote deel slapstick in Two and a Half Men. Als dusdanig kon weleens een mengelmoes optreden van zijn karaktereigenschappen. Een adequaat voorbeeld hiervan is een aflevering uit seizoen 7 waarin Alan een dure klok ophaalt in Sacramento, een familie-erfenis. Hij vergat zijn erfenis goed vast te binden of reed onvoorzichtig, aangezien de koffer niet helemaal dicht kon. Uiteindelijk eindigde zijn erfenis in gruzelementen op de autosnelweg (Gumby with a Pokey").

## Levensloop

### Algemeen

#### Familie
Alan Harper is de jongste zoon van Evelyn en de overleden Francis Harper. Tijdens het eerste seizoen (2003–2004) is hij 34 jaar oud. Acteur Jon Cryer is vier jaar ouder dan zijn personage. Alan was twaalf jaar getrouwd met zijn eerste schoolvriendin Judith (Marin Hinkle), en daarom waarschijnlijk sinds 1992.
Alan en Judith hebben samen een zoon, Jake. Ze scheidden in 2004 ("No Sniffing, No Wowing"). In afwachting van een mogelijke scheiding zocht Alan tijdelijk onderdak in het strandhuis van zijn twee jaar oudere broer, de welstellende componist Charlie, aanvankelijk in de hoop dat Judith zou bijdraaien. Dit gebeurde niet en Alan zag zich genoodzaakt op permanente basis bij Charlie te verblijven. Die laatste ging met behoorlijk wat figuurlijke aversie toch akkoord. Alan kreeg de gastenkamer aangeboden, Jake de derde slaapkamer ("Big Flappy Bastards").
Judith verkreeg zowel het huis als het voogdijrecht over Jake, waardoor Alan zijn zoon slechts in het weekend kon zien.
Zijn vrienden kozen de kant van Judith, maar geregeld pierewaaide Alan met zijn broer Charlie. Ze gaan vrijwel steeds naar hetzelfde café, Pavlov's genaamd.

#### Financiën
Alan was chiropractor, een tak verwant aan de osteopathie. Alan schaamde zich omdat hij volgens rechtswezen niet erkend werd als arts. Hij runde zijn praktijk, dewelke bij de start van de sitcom en tijdens de eerste vijf seizoenen nog tamelijk rendabel was. Daarna nam zijn reputatie af omwille van een onbekende reden. Alan jammert vaker dat er niet genoeg geld binnenstroomt. Daarenboven verlangt Charlie na vijf jaar van Alan dat hij hem eindelijk huishuur betaalt ("He Smelled the Ham, He Got Excited"). 
Alan slaagde er na verloop van tijd niet meer in zijn facturen te betalen en begaat zelfs Ponzifraude om rond te komen ("Three Hookers and a Philly Cheesesteak" en "That Darn Priest"). Wanneer hij na Charlies verdwijning, en vanaf seizoen 9, de nieuwe huisgenoot werd van Walden Schmidt, lijkt Alan daadwerkelijk geen stuiver meer te bezitten. Hij werd steeds wanhopiger, zoals toen hij achter Waldens trouwring holde, door Walden in de Stille Oceaan geworpen ("A Fishbowl Full of Glass Eyes"). 
Toen Charlie er nog was heeft Alan zich op een dag ingeschreven als proefkonijn voor een farmaceutisch bedrijf, waarbij hij verschillende bijwerkingen kreeg na medicijnengebruik (huiduitslag en haaruitval). Alan verkeerde namelijk op financieel gebied in ademnood en moest iets ondernemen om uit de diepe put te kruipen ("Putting Swim Fins on a Cat").

### Liefdesleven
Na de scheidingsprocedure met Judith ging Alan naarstig op zoek naar hernieuwd liefdesgeluk. In seizoen 3 ontmoette hij Kandi (April Bowlby), een stereotiep "dom blondje" hoewel zij eigenlijk roodharig was. Kandi — een beginnende tv-actrice zonder werk — is veel jonger dan Alan. Charlie 'pestte' Alan hiermee door in bed te duiken met de moeder van Kandi, Mandi (Gail O'Grady) ("Always a Bridesmaid, Never a Burro"). Alan en Kandi delen geen gemeenschappelijke interesses, maar toch vindt Alan bij haar terug de liefde van weleer. Kandi noemt hem d'r huggy bear (knuffelbeer). Ze trouwen en Alan koopt met Kandi een appartement ("That Pistol-Packin' Hermaphrodite"). 
Alan en Kandi gingen reeds na vier maanden uit elkaar, waardoor Alan weer bij Charlie belandde ("Working for Caligula"). Charlie weigerde destijds te trouwen met Mia (Emmanuelle Vaugier) opdat zijn broer een nieuwe thuis kon vinden, maar dat plan mislukte. Zijn daaropvolgende liefdesrelaties draaiden telkens uit op een ware sisser. Hij had een affaire met zijn receptioniste Melissa (Kelly Stables), tot hij — weliswaar stoned — de lakens deelde met haar moeder Shelly (Carol Kane) ("David Copperfield Slipped Me a Roofie"). 
Daarnaast probeerde Alan meermaals zijn liefde voor Judith nieuw leven in te blazen, maar ook dit bleef zonder succes. Nadat zij vreemdging met Alan zonder voorbehoedsmiddelen, raakte bekend dat Judith voor de tweede keer zwanger was ("I Think You Offended Don"). Judith beviel in de seizoensfinale van seizoen 6 van een dochter, Milly ("Baseball Was Better With Steroids"). Ondanks haar slippertje met Alan zou Judith het kind verwekt hebben met haar tweede echtgenoot Herb Melnick (Ryan Stiles).
Terwijl zijn broer Charlie verloofd was met Chelsea Melini (Jennifer Taylor), kwijnde Alan steeds verder weg in de eenzaamheid. Ondertussen kleefde hij modelvliegtuigjes en leerde buikspreken, tot ergernis van Charlie ("Good Morning, Mrs. Butterworth"). Later zou hij ook vaker pornofilms bekijken, dergelijke websites bezoeken (tegen Charlie zegt hij dat hij masturbeert als hij niet kan slapen) ("Twanging Your Magic Clanger"). Chelsea kreeg medelijden met Alan en stelde hem voor aan haar beste vriendin Gail (Tricia Helfer). 
Gail was niet geïnteresseerd in Alan, maar had een oogje op Charlie. Het resulteerde in overspel namens Charlie, wat schade aanrichtte in de relatie tussen Charlie en Chelsea (Ixnay on the Oggie Day"). Alan bleef intussen alleen achter, terwijl Charlie en Chelsea elkaar niet konden vertrouwen. Tijdens seizoen 7 raakt Alan namelijk slaags met een man in een café, waardoor hij plots een advocaat nodig had ("Crude and Uncalled For"). Dit werd uiteindelijk Brad Harlow (Steven Eckholdt), die Chelsea wist te charmeren met zijn liefdadigheidswerk. Alans vechtpartij zorgde er dus indirect voor dat Charlie en Chelsea opnieuw ruzie hadden ("Aye, Aye, Captain Douche"). Charlie nam Alan dat wel niet rechtstreeks kwalijk. Uiteindelijk zou het nooit meer goed komen tussen Charlie en Chelsea, ondanks hun pogingen.
Vanaf seizoen 7 had Alan een knipperlichtrelatie met Lindsey McElroy (Courtney Thorne-Smith) ("Keith Moon is Vomiting in His Grave"). Dat werd zó verregaand dat Alan in seizoen 11 een valse identiteit moest aannemen: "Jeff Strongman" ("Alan Harper, Pleasing Women Since 2003"). Alan deed dat alleen om Lindsey's nieuwe vriend Larry Martin (D.B. Sweeney) niet jaloers of kwaad te maken. Bovendien raakte hij als "Jeff Strongman" bevriend met Larry, wat de situatie verder bemoeilijkte ("Baseball. Boobs. Boobs. Baseball"). 
In seizoen 9 sloot Alans nu volwassen zoon Jake zich aan bij het Amerikaans leger, waardoor hij zijn zoon vanaf dat ogenblik amper zag ("Oh Look! Al-Qaeda!"). Na seizoen 10 vertrok Jake naar Japan, waardoor hij Jake simpelweg niet meer zag. In het laatste seizoen trouwde Alan met Walden teneinde die laatste zijn kinderdroom in vervulling zag gaan. Indien zij door het homohuwelijk verenigd werden, zouden zij meer kans hebben op de goedkeuring die adoptie mogelijk maakte. Alan en Walden adopteerden de 6-jarige Louis (Edan Alexander) ("Oontz. Oontz. Oontz.").
Alan en Walden scheidden uiteindelijk weer ("Don't Give a Monkey a Gun").

## Persoonlijkheid
Alan is een neuroot, iemand die voortdurend controle moet kunnen hebben over een situatie (of een individu) om zelf optimaal te kunnen functioneren. Hij is een persoon met overwegend goede bedoelingen, zoals meteen duidelijk wordt tijdens de eerste aflevering van de serie ("Most Chicks Won't Eat Veal") wanneer hij in overleg met zijn toen nog echtgenote Judith (Marin Hinkle) besluit een lijst op te stellen met zowel zijn pluspunten en minpunten als die van Judith om hun huwelijk te redden. Judith deelt hem echter mede dat ze waarschijnlijk lesbisch is, waardoor Alan tilt slaat. Vroeg in het tweede seizoen doet zich een gelijkaardig moment voor, wanneer hij zijn broer niet kan vergeven voor een winkeldiefstal die dateert van jaren geleden en waarbij zijn broer zeer lang twijfelt om eindelijk toe te geven [dat hij de dief was en niet Alan] en het op laffe wijze vertelt, [met name door zich eerst op te sluiten in Alans badkamer in plaats van het in zijn gezicht te zeggen]. Alan was toen een hele poos bezig geweest met de waarheid te achterhalen ("The Price of Healthy Gums is Eternal Vigilance").
Zodra Alan bij zijn broer Charlie (Charlie Sheen) woont (pilootaflevering "Most Chicks Won't Eat Veal") lijkt de hoogsensitieve man een laag gevoel van eigenwaarde te krijgen omdat hij beseft dat zijn broer succesvoller is in het leven dan hijzelf. Alan drukt voortdurend zijn bezorgdheid uit over zijn zoon Jake (Angus T. Jones) en blijft onder alle omstandigheden vriendelijk of aanhankelijk tegenover zijn omgeving, onder wie zijn ex-vrouw Judith, haar tweede echtgenoot Herb en Charlies huishoudster Berta.

## Uiterlijke kenmerken
- Bruin haar, iets langer in vroege seizoenen
- Gladgeschoren
- Mager postuur
- Polo of hemd met jeans
- Vaak te zien in pyjama met kamerjas

## Citaten
- (algemeen) ; Een huwelijk is als parachutespringen. Je moet uit het oude vliegtuig springen.
- (algemeen) ; Het menselijke brein is geweldig. Het vergeet pijn, dus je kan er meer van krijgen.
- (algemeen) ; Er is geen goed nieuws, er is geen licht aan het einde van de tunnel, er is geen lichtpuntje; er is gewoon een hel op aarde, en het langzame wachten op de zoete bevrijding van de dood. [Noot: hij is op dat ogenblik verkouden, algemeen bedlegerig]
- (tegen Judith over Charlie die volgens Jake 'geniaal' is) ; Omdat nonkel Charlie nooit getrouwd is.
- (tegen Charlie) ; Ik heb compassie met jou. Je hebt de aanleg verloren om contacten te leggen anders dan contact met dronken lichaamsvocht.
- (tegen Charlie) ; Arme Satan. Hij komt je ziel ophalen, maar zal met lege handen vertrekken.
- (tegen de vader van Rose, gespeeld door Martin Sheen) ; Je moet mijn broer vergeven, hij denkt met zijn penis en die is niet slim.
- (tegen Jake over seksueel overdraagbare aandoeningen) ; Je nonkel heeft ze mee uitgevonden.
- (tegen Jake) ; Ik ben niet goedkoop. Ik ben blut. Er is een verschil.

## Trivia
- De alimentatie die Alan maandelijks aan Judith betaalde was $ 3875,32.
- In de seizoenspremière van seizoen 12 vieren Alan en Walden samen Halloween. Alan draagt hetzelfde kostuum als Jon Cryer in de film Pretty in Pink, waarin Cryer een hoofdrol speelde.